# لئونگ هینگ کیت
لئونگ هینگ کیت (انگلیسی: Leung Hing Kit؛ زادهٔ ۲۲ اکتبر ۱۹۸۹) بازیکن فوتبال اهل هنگ کنگ است.
از باشگاه‌هایی که در آن بازی کرده‌است می‌توان به باشگاه چین جنوبی و باشگاه فوتبال هنگ کنگ رنجرز اشاره کرد.
وی همچنین در تیم‌های ملی فوتبال زیر ۲۳ سال هنگ کنگ و هنگ کنگ بازی کرده‌است.